# Club Deportiu Blanes
El Club Deportiu Blanes es el principal equipo de fútbol de Blanes (Gerona) España, es un club con 110 años, fundado en 1913. Un conjunto que ganó en su día la Copa Generalitat y que compitió en varias épocas distintas en Tercera División, llegando a alcanzar un sexto puesto. Actualmente, juega en la Segunda división catalana, tres categorías por debajo de Tercera (Segunda RFEF actualmente).

## Historia
El CD Blanes fue fundado por veraneantes barceloneses , arraigados en Blanes , en la primavera del año 1913. Entre los directivos existían simpatizantes tanto del Barça como del Español , lo que dio pie a una votación para decidir cuáles debían ser los colores de la vestimenta y donde resultaron ganadores los colores blanco y azul del Español.
La primera alineación del club fue la formada por:
Portero: Cels Bassols
Defensas: Josep Roger, Rossend Toses
Medios: Salvador Ros, Panxo Vieta, Sol
Delanteros: Roch, Perpinyà, B. Jalpí, Matas "Tol", Esteveta Gibernau "Calafat"
La etapa más brillante del Club fue entre los años 1985 y 1994, con nueve temporadas consecutivas en Tercera División, destacando un cuarto puesto en 1989. También el período 2003-2006, con tres ascensos consecutivos-alcanzando en todos el primer lugar-desde Primera Territorial hasta Tercera División Española.

## Temporadas

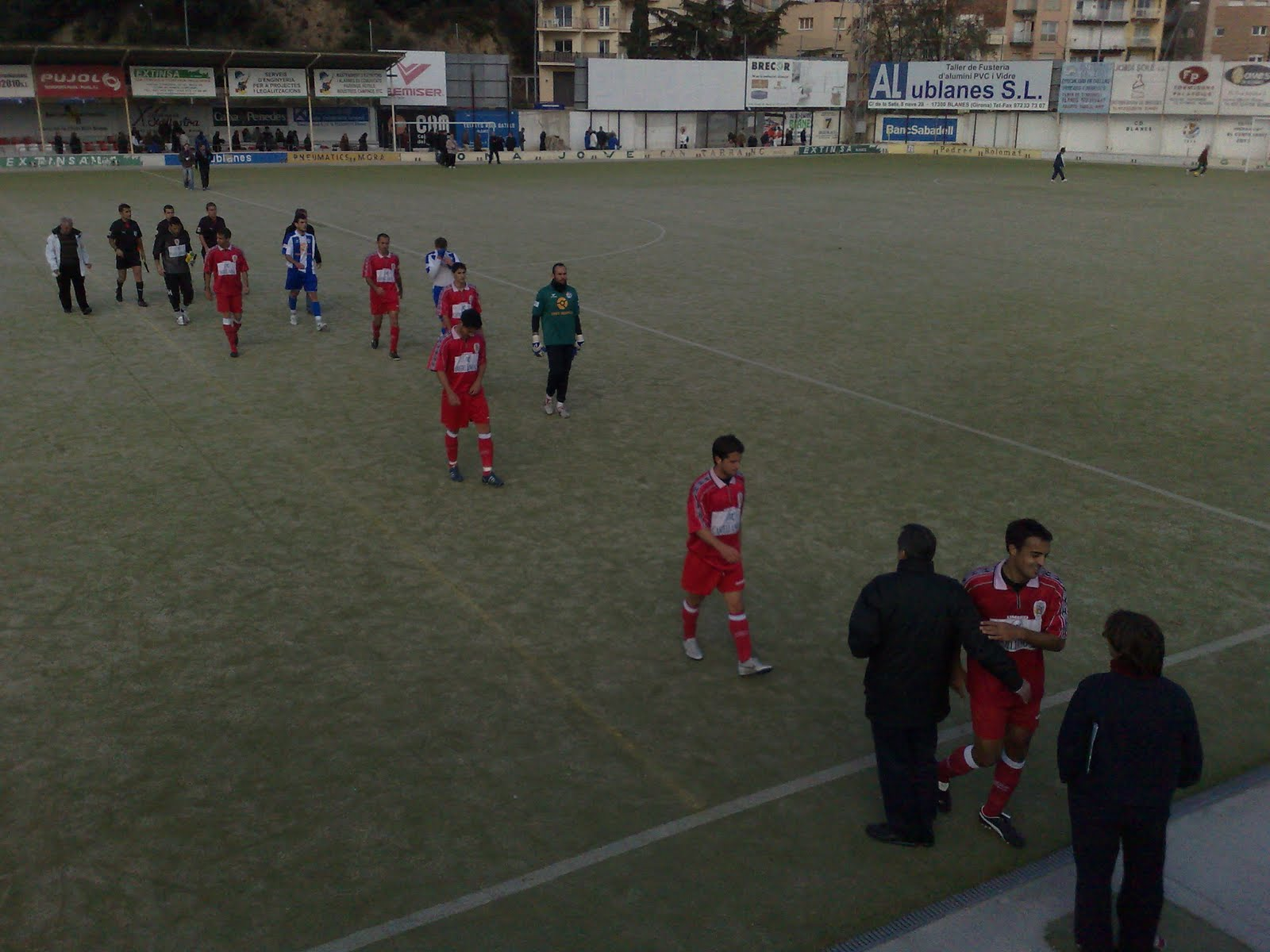
Jugadores del CD Blanes en el Camp del Pins

Hasta la temporada 2011/12 el club ha militado 13 veces en Tercera División, 4 en Primera Catalana y 6 en Preferente Territorial .
- 1971/1972: Regional Preferente 14.º
- 1972/1973: Regional Preferente 18.º
- 1983/1984: Regional Preferente 6.º
- 1984/1985: Regional Preferente, grupo 1, 1.º
- 1985/1986: Tercera División, grupo 5, 12.º
- 1986/1987: Tercera División, grupo 5, 12.º
- 1987/1988: Tercera División, grupo 5, 7.º
- 1988/1989: Tercera División, grupo 5, 4.º
- 1989/1990: Tercera División, grupo 5, 7.º
- 1990/1991: Tercera División, grupo 5, 7.º
- 1991/1992: Tercera División, grupo 5, 6.º
- 1992/1993: Tercera División, grupo 5, 18.º
- 1993/1994: Tercera División, grupo 5, 20.º
- 1994/1995: Primera División Catalana 16.º
- 1995/1996: Primera División Catalana 20.º
- 1996/1997: Regional Preferente, grupo 1, 16.º
- 1997/1998: Primera Regional, grupo 1, 2.º
- 1998/1999: Primera Regional, grupo 1, 3.º
- 1999/2000: Primera Regional, grupo 1, 3.º
- 2000/2001: Primera Regional, grupo 1, 2.º
- 2001/2002: Primera Regional, grupo 1, 4.º
- 2002/2003: Primera Regional, grupo 1, 2.º
- 2003/2004: Primera Regional, grupo 1, 1.º
- 2004/2005: Regional Preferente, grupo 1, 1.º
- 2005/2006: Primera División Catalana 1.º
- 2006/2007: Tercera División, grupo 5, 15.º
- 2007/2008: Tercera División, grupo 5, 15.º
- 2008/2009: Tercera División, grupo 5, 15.º
- 2009/2010: Tercera División, grupo 5, 19.º
- 2010/2011: Primera División Catalana 19.º
- 2011/2012: Segunda Catalana, grupo 5, 10.º
- 2021/2022: Segunda Catalana, grupo 1b, 2º   PLAY-OFF 4/6
- 2022/2023: Segunda Catalana, grupo 1b, 3º   PLAY-OFF 3/6 (ASCENSO)
- 2023/2024: Primera Catalana, grupo 1, 13º
- 2024/2025: Segunda Catalana, grupo 1, 7º